# Rita (série télévisée)
Rita est une série télévisée danoise en 40 épisodes de 42 minutes créée par Christian Torpe et diffusée depuis le 9 février 2012 sur TV 2 Danmark.
En France, elle est diffusée sur la plateforme Netflix et sur la chaîne Ciné+ Émotion, puis depuis le 1er août 2017 sur la chaîne AB1.

## Synopsis
Rita est une enseignante quadragénaire, mère de trois enfants. Femme au caractère très affirmé, elle est divorcée et se veut indépendante, attisant bien souvent la haine des autres adultes tandis que ses élèves sont nombreux à l'apprécier. Chaque épisode se concentre sur des sujets de société à travers des expériences du quotidien (l'éducation, l'homosexualité, le deuil, la séparation, le mensonge, etc.).

## Distribution
- Mille Dinesen (VF : Sophie Planet) : Rita Madsen, enseignante (saisons 1-5), directrice par intérim (saison 3), directrice adjointe et propriétaire de l'école (saison 5)
- Carsten Bjørnlund (VF : Serge Faliu) : Rasmus, directeur (saisons 1-2), employé de mairie (saisons 2-3), factotum (saison 5)
- Ellen Hillingsø : Helle, conseillère d'orientation (saisons 1-2), puis directrice (saisons 2-3) et sans rôle particulier (saison 5)
- Lise Baastrup (VF : Pascale Chemin saisons 1-3, puis Lætitia Lefebvre saison 4) : Hjørdis, enseignante (saisons 1-4) puis directrice (saisons 4-5)
- Kristoffer Fabricius (VF : Alexandre Borras saisons 4 - 5) : Uffe, enseignant (saisons 2-3), garde forestier (saisons 3-5), mari de Hjørdis
- Nikolaj Groth (VF : Adrien Solis) : Jeppe Madsen, le fils cadet de Rita (saisons 1-3, 5, invité saison 4)
- Morten Vang Simonsen (VF : Yannick Blivet) : Ricco Madsen, le fils aîné de Rita (saisons 1-3)
- Sara Hjort Ditlevsen (da) : Molly Madsen, la fille de Rita (saisons 1-4)
- Alexandre Willaume (da) : Jonas Poulsen, enseignant (saisons 2-3)
- Charlotte Munck (en) : Lea (saison 4)
- Tessa Hoder : Rita adolescente (saison 4)
- Sofie Juul Nielsen (VF : Edwige Lemoine) : Lea adolescente (saison 4)

## Production
La série a été tournée en partie sur l'ancien campus de l'école Statens Pædagogiske Forsøgscenter (SPF) à Islev, Rødovre. Le thème musical, Speak Out Now, est interprété par la chanteuse danoise Oh Land.

## Épisodes

### Première saison (2012)
| Nº | Titre français | Titre danois | Réalisateur     | Date de diffusion au Danemark |
| -- | -------------- | ------------ | --------------- | ----------------------------- |
| 1  | L'Idéaliste    | Idealisten   | Lars Kaalund    | 9 février 2012                |
| 2  | Le Professeur  | Læreren      | Lars Kaalund    | 16 février 2012               |
| 3  | L'Anarchiste   | Anarkisten   | Lars Kaalund    | 23 février 2012               |
| 4  | La Louve       | Hun-ulven    | Jannik Johansen | 1er mars 2012                 |
| 5  | La Protectrice | Beskytteren  | Jannik Johansen | 8 mars 2012                   |
| 6  | L'Hypocrite    | Hykleren     | Jannik Johansen | 15 mars 2012                  |
| 7  | La Princesse   | Prinsessen   | Lars Kaalund    | 22 mars 2012                  |
| 8  | La Mère        | Moderen      | Lars Kaalund    | 29 mars 2012                  |

### Deuxième saison (2013)
| Nº | Titre français        | Titre danois         | Réalisateur       | Date de diffusion au Danemark |
| -- | --------------------- | -------------------- | ----------------- | ----------------------------- |
| 9  | L'Âge de raison       | Den voksne           | Lars Kaalund      | 11 septembre 2013             |
| 10 | Le Jardin             | Haven                | Lars Kaalund      | 18 septembre 2013             |
| 11 | Père, mère et enfants | Far, mor og børn     | Lars Kaalund      | 25 septembre 2013             |
| 12 | L'Esprit d'équipe     | Teamplayer           | Kathrine Windfeld | 2 octobre 2013                |
| 13 | Je t'aime             | Jeg elsker dig       | Kathrine Windfeld | 9 octobre 2013                |
| 14 | Mon premier amour     | Den første kærlighed | Kathrine Windfeld | 16 octobre 2013               |
| 15 | Modèle à suivre       | Rollemodellen        | Lars Kaalund      | 23 octobre 2013               |
| 16 | Mauvaises herbes      | Ukrudt               | Lars Kaalund      | 30 octobre 2013               |

### Troisième saison (2015)
| Nº | Titre français   | Titre danois  | Réalisateur     | Date de diffusion au Danemark |
| -- | ---------------- | ------------- | --------------- | ----------------------------- |
| 17 | Le Candidat      | Kandidaten    | Lars Kaalund    | 22 mars 2015                  |
| 18 | La Cave          | Kælderen      | Lars Kaalund    | 29 mars 2015                  |
| 19 | Le Jeune Sponsor | Sponsorbarnet | Lars Kaalund    | 30 mars 2015                  |
| 20 | Cours du soir    | Aftenskole    | Lars Kaalund    | 6 avril 2015                  |
| 21 | Poux             | Lus           | Lars Kaalund    | 13 avril 2015                 |
| 22 | Chute libre      | Frit fald     | Mogens Hagedorn | 20 avril 2015                 |
| 23 | Le Leader        | Lederen       | Mogens Hagedorn | 27 avril 2015                 |
| 24 | Le Test          | Testen        | Mogens Hagedorn | 11 mai 2015                   |

### Quatrième saison (2017)
La série est renouvelée pour une quatrième saison le 8 mars 2017 après deux ans de pause. Officialisée par la chaîne TV 2 Danemark, elle est diffusée du 22 août 2017 au 10 octobre 2017.
En France, elle est mise en ligne sur Netflix à compter du 16 janvier 2018
| Nº | Titre français               | Titre danois              | Réalisateur   | Date de diffusion au Danemark |
| -- | ---------------------------- | ------------------------- | ------------- | ----------------------------- |
| 25 | Passé/présent                | Nutid/datid               | Lars Kaalund  | 22 aout 2017                  |
| 26 | Vous êtes ce que vous mangez | Du bliver, hvad du spiser | Lars Kaalund  | 29 aout 2017                  |
| 27 | Dégel                        | Tøbrud                    | Lars Kaalund  | 5 septembre 2017              |
| 28 | Véritables Amitiés           | Rigtige Venner            | Natasha Arthy | 12 septembre 2017             |
| 29 | Toi et moi                   | Du og mig                 | Natasha Arthy | 19 septembre 2017             |
| 30 | Souvenirs d'enfance          | Barndommens gade          | Lars Kaalund  | 26 septembre 2017             |
| 31 | Une histoire de famille      | Familie                   | Lars Kaalund  | 3 octobre 2017                |
| 32 | Home Sweet Home              | Hjemme                    | Lars Kaalund  | 10 octobre 2017               |

### Cinquième saison (2020)
Le 15 août 2019, Mille Dinesen officialise sur son compte Instagram le renouvellement de la série pour une cinquième saison. Le tournage commence en septembre 2019 et prend fin en décembre 2019. Elle est diffusée du 1er juin au 20 juillet  2020.
La saison 5 est mise en ligne sur Netflix à partir du 15 août 2020.
| N° | Titre français        | Titre danois          | Réalisateur  | Date de diffusion au Danemark |
| -- | --------------------- | --------------------- | ------------ | ----------------------------- |
| 33 | L'intox               | Fake news             | Lars Kaalund | 1er juin 2020                 |
| 34 | Joyeux bazar          | Hurlumhejhus          | Lars Kaalund | 8 juin 2020                   |
| 35 | La sortie             | Udflugten             | Lars Kaalund | 15 juin 2020                  |
| 36 | Do You Speak Engish ? | Do you speak English? | Lars Kaalund | 22 juin 2020                  |
| 37 | Bouffées de chaleur   | Hedetur               | Lars Kaalund | 29 juin 2020                  |
| 38 | Les limites           | Grænser               | Lars Kaalund | 6 juillet 2020                |
| 39 | Le lac                | Søen                  | Lars Kaalund | 13 juillet 2020               |
| 40 | Le chaos              | Kaos                  | Lars Kaalund | 20 juillet 2020               |

## Série dérivée
Rita a donné lieu à un spin-off : Hjørdis, basé sur le personnage du même nom, est diffusé sur TV 2 à partir du 18 mai 2015 et disponible en France et dans d'autres pays sur Netflix à partir du 8 juillet 2015. Cette courte série, diffusée après la saison 3 de Rita, est composée de 4 épisodes de 25 minutes.

## Adaptation
Une adaptation française de la série Rita, intitulée Sam, est diffusée en France sur TF1 et en Belgique sur la RTBF, avec dans le rôle-titre Mathilde Seigner (saison 1) puis Natacha Lindinger (saisons 2 à 6)  et Hélène de Fougerolles (depuis la saison 7).

## Distinctions
Mille Dinesen a reçu le prix de la meilleure actrice dans une série dramatique au festival de télévision de Monte-Carlo. Lors du festival, la série a reçu un total de six nominations,.